# (36377) 2000 OL18
2000 OL18 (asteroide 36377) é um asteroide da cintura principal. Possui uma excentricidade de 0.14104730 e uma inclinação de 7.27534º.
Este asteroide foi descoberto no dia 23 de julho de 2000 por LINEAR em Socorro.